# Kemah (Texas)
Pour la ville turque, voir Kemah (Erzincan).
La ville de Kemah est située dans le comté de Galveston, dans l’État du Texas, aux États-Unis. Sa population s’élevait à 1 773 habitants lors du recensement de 2010, estimée à 2 000 habitants en 2016.
Kemah fait partie de l'aire urbaine de Houston.